# Médvenka
Médvenka (ruso: Ме́двенка) es un asentamiento de tipo urbano de Rusia, capital del raión homónimo en la óblast de Kursk.
En 2021, el asentamiento tenía una población de 4498 habitantes. En su territorio no hay pedanías.
Se ubica a medio camino entre Kursk y Oboyán sobre la carretera M2.

## Historia
Se conoce la existencia del asentamiento en documentos desde 1714. En el Imperio ruso fue una slobodá en el uyezd de Oboyán de la gobernación de Kursk. La Unión Soviética le dio el estatus de capital distrital en 1928, cuando se definieron los raiones de la óblast de Chernozem Central, pero el primer raión de Médvenka fue suprimido en 1963. Tras crearse el actual raión de Médvenka en 1970, la localidad adoptó en 1974 el estatus de asentamiento de tipo urbano. Desde la segunda mitad del siglo XX se ha desarrollado notablemente por su ubicación sobre la carretera que une Kursk con Bélgorod y Járkov.